# Michael Gottlieb (joueur de bridge)
Pour les articles homonymes, voir Gottlieb.
Michael T. Gottlieb (30 novembre 1900, New York - 8 avril 1980, Hillsborough) est un joueur de bridge américain. 
Champion national durant les années 1930, il est membre de la fameuse équipe des Four Aces (en) qui remporta le titre de champions du monde en 1935. 